# 肖家河街道
肖家河街道，是中华人民共和国四川省成都市武侯区下辖的一个乡镇级行政单位，由成都高新技术产业开发区代管。2019年12月，武侯区调整部分街道行政区划。将石羊街道新北社区、新光社区、新盛社区所属行政区域划归肖家河街道管辖，肖家河街道办事处驻肖家河沿街7号。

## 行政区划
肖家河街道下辖以下地区：
永丰社区、联谊社区、兴蓉社区、正街社区、高新工业园区社区、新北社区、新光社区和新盛社区。